# Rodolfo Gambini
Rodolfo Gambini (Montevidéu, 11 de maio de 1946) é um físico uruguaio, professor da Universidade da República em Montevidéu, Uruguai, e professor visitante do Horace Hearne Institute de Física Teórica da Universidade do Estado da Luisiana. Trabalha com gravidade quântica em loop.
Obteve um doutorado na Universidade Pierre e Marie Curie, orientado por Achilles Papapetrou.
Gambini recebeu o Prêmio TWAS de 2003.

## Publicações selecionadas
- Loops, Knots, Gauge Theories and Quantum Gravity, com Jorge Pullin
  - Hardcover 1996, ISBN 0-521-47332-2.
  - Paperback 2000, ISBN 0-521-65475-0.
- A First Course in Loop Quantum Gravity, com Jorge Pullin
  - Oxford (2011)
- Gambini, Rodolfo; Trias, Antoni (1986). «Gauge dynamics in the C-representation». Nuclear Physics B. 278: 436–448. Bibcode:1986NuPhB.278..436G. doi:10.1016/0550-3213(86)90221-x